# طراز الملكة آن

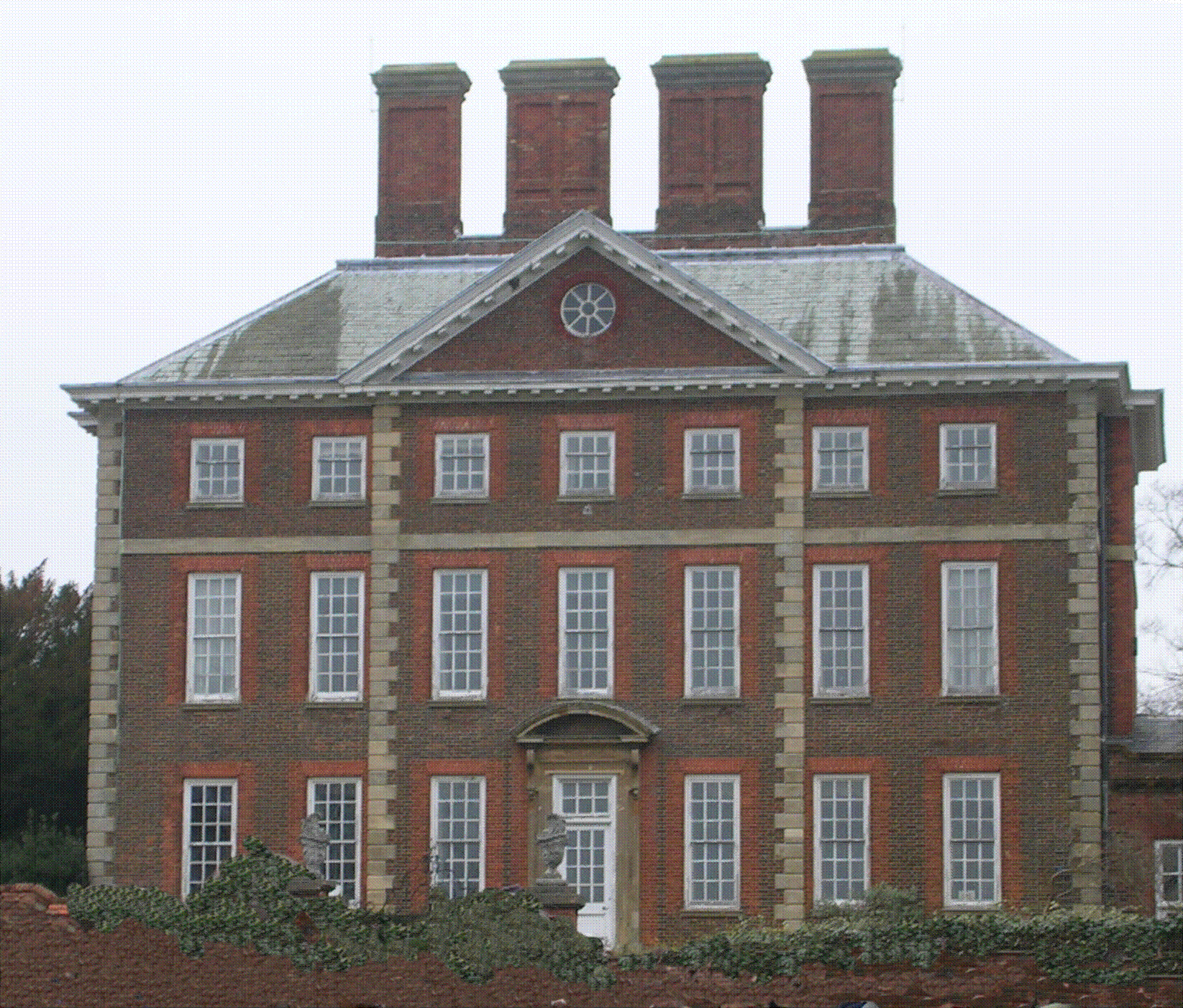
مبنى قاعة ونسلو في باكينجهامشير، إنجلترا (1700).

طراز الملكة آن (بالإنجليزية: Queen Anne style) هو طراز معماري يشير في بريطانيا إما إلى عمارة الباروك الإنجليزية الذي ظهر تقريبًا في عهد الملكة آن (1702–1714)، أو إلى الأشكال الإحيائية التي كانت مشهورة في الربع الأخير من القرن التاسع عشر، وأوائل القرن العشرين (والتي كانت تُعرف أيضا بـ «عمارة الملكة آن الإحيائية»).
لقد تم استخدام المصطلح في العمارة البريطانية لوصف المباني المنزلية المتوسطة الحجم، والتي كانت عادةً مُصممَة بشكل أنيق ولكن ببساطة، عن طريق مقاولين محليين أو مهندسين معماريين، بعكس القصور الكبيرة التي كان يملكها النبلاء. وبالإضافة إلى المملكة المتحدة، فقد انتشر هذا الطراز في عدد من الدول كالولايات المتحدة وأستراليا وكندا.
يشير أسلوب الملكة آن للعمارة البريطانية إما إلى العمارة الباروكية الإنجليزية في زمن الملكة آن (التي سادت من 1702 إلى 1714) أو شكل إحياء الملكة البريطانية آن الذي أصبح شائعًا خلال الربع الأخير من القرن التاسع عشر والعقود الأولى من القرن العشرين.  في الأجزاء الأخرى الناطقة بالإنجليزية من العالم، تجسد الهندسة المعمارية لملكة العالم الجديد آن ريفايفال أنماطًا مختلفة تمامًا.

## الملخص

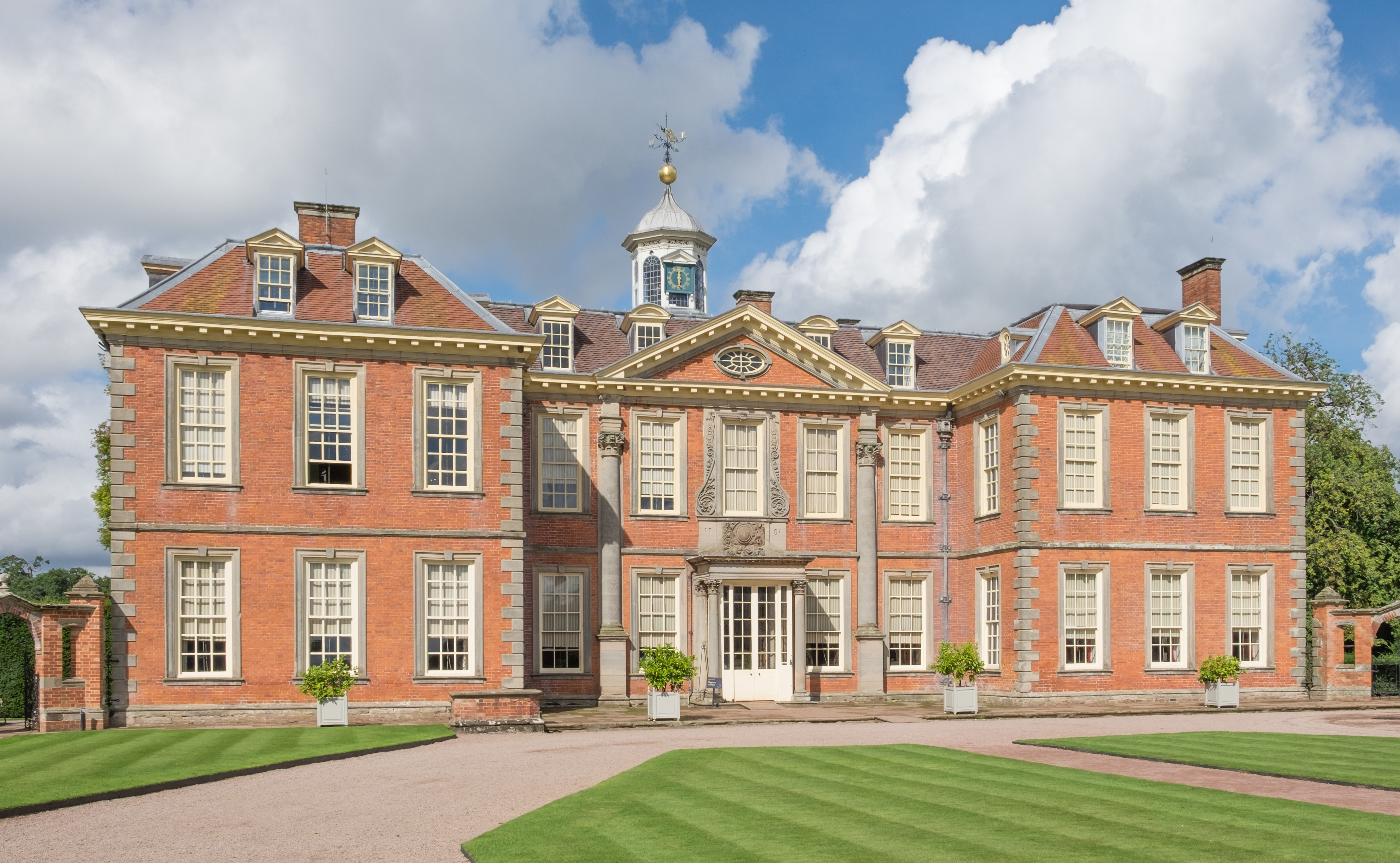
قاعة هانبري في ورشستر (حوالي 1706) عبارة عن مبنى كبير الحجم تقريبًا كما هو موجود في أسلوب الملكة آن الإنجليزية

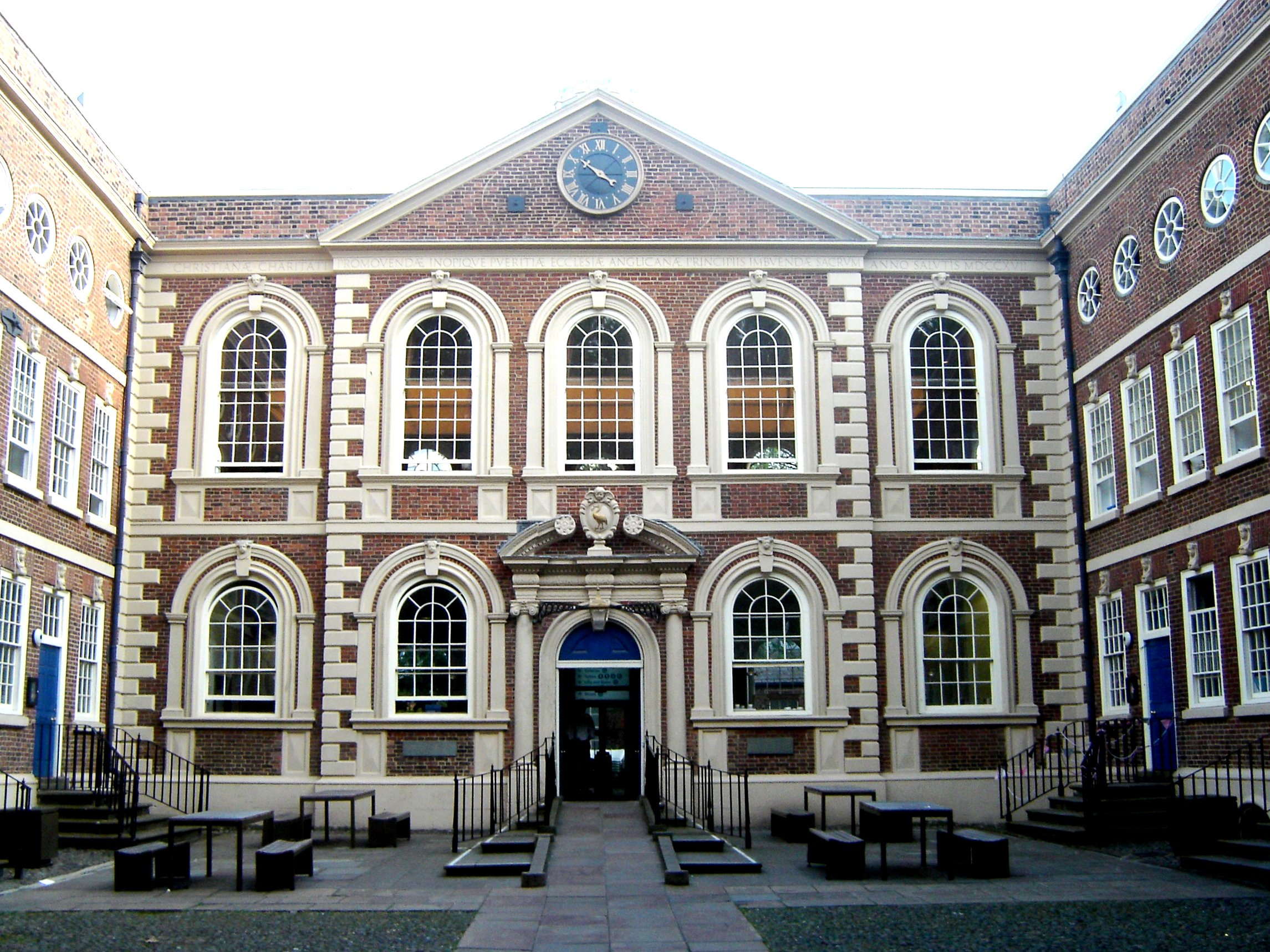
بلو كوات تشامبرز في ليفربول (1717)، في نسخة من أسلوب الملكة آن الأصلي

فيما يتعلق بالهندسة المعمارية البريطانية، يستخدم هذا المصطلح في الغالب للمباني المحلية حتى حجم منزل مانور، وعادة ما يتم تصميمه بأناقة ولكن ببساطة من قبل بناة أو مهندسين محليين، بدلاً من القصور الكبرى للنبلاء. لا يستخدم المصطلح غالبًا للكنائس. على عكس الاستخدام الأمريكي للمصطلح، فإنه يتميز بالتناظر الثنائي القوي، مع وجود تلة إيطالي أو بلدين على الارتفاع الرسمي الأمامي.
صُنعت الألوان على النقيض من استخدام الطوب الأحمر المختار بعناية للجدران، مع تفاصيل في حجر أخف غالبًا ما يكون منحوتًا بشكل غني. استخدم كريستوفر رين هذه التقنية، التي حققت تأثيرًا غنيًا بتكلفة أقل بكثير من استخدام الحجر كواجهة في جميع الأنحاء، في إعادة بناء قصر هامبتون كورت، بتكليف من ويليام وماري. هنا تتناغم بشكل جيد مع أجزاء تيودور المتبقية من القصر. ربما أثر هذا المثال المرئي للغاية على العديد من الأمثلة الأخرى.
كتب المؤرخ المعماري ماركوس بيني في صحيفة التايمز عام 2006، ووصف بولتون هاوس في بولتون، ويلتشير (بني عام 1706، في عهد الملكة آن)   بأنه «الملكة آن في أبهى صورها». يسرد بيني ما يصفه بالسمات النموذجية لأسلوب الملكة آن: 
- كتلة من الدرجات تؤدي إلى باب حجري منحوت
- صفوف من النوافذ ذات الوصلات المطلية في الصناديق تتساوى مع الطوب
- الحجارة المنحوتة مع التركيز على الزوايا
- دعامات مثلثة مركزية موضوعة على سقف منحدر مع نوافذ ناتئة
- خطط «كومة مزدوجة» شبيهة بالصندوق، وعمق غرفتان

عند استخدام «أسلوب الملكة آن» الذي تم إحياؤه في القرنين التاسع عشر والعشرين لا ينبغي أن تؤخذ الإشارة التاريخية في الاسم على الإطلاق حرفيًا، حيث يقال إن المباني في «أسلوب الملكة آن» في أجزاء أخرى من المنطقة الناطقة بالإنجليزية عادة ما يحمل العالم تشابهًا أقل مع المباني الإنجليزية في أوائل القرن الثامن عشر من تلك الموجودة في أي نمط من الهندسة المعمارية إحياء إلى الأصل. على وجه الخصوص، تعد الهندسة المعمارية لأسلوب الملكة آن في الولايات المتحدة أسلوبًا مختلفًا تمامًا، كما هو الحال في أستراليا، ولا تتضمن عادةً أي عناصر نموذجية جدًا للهندسة المعمارية الفعلية لعهد الملكة آن، حيث تم تصميم الأسماء لأغراض التسويق.

## إحياء الملكة البريطانية آن

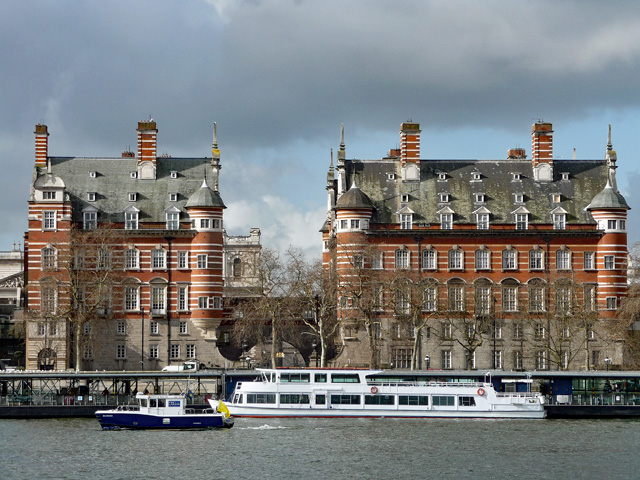
مباني نورمان شو ، لندن

شاع جورج ديفي (1820-1886) ونورمان شو (1831-1912) أسلوب الملكة آن للعمارة البريطانية في العصر الصناعي في سبعينيات القرن التاسع عشر. نشر نورمان شو كتابًا عن الرسومات المعمارية في وقت مبكر يعود إلى عام 1858، وبدأت رسوماته المفعمة بالقلم والحبر في الظهور في المجلات التجارية والمجلات الفنية في سبعينيات القرن التاسع عشرسرعان ما تبنى بناة التجارة الأمريكية هذا الأسلوب.
غالبًا ما تضمنت تصاميم شو الانتقائية عناصر تيودور، وأصبح هذا النمط «الإنجليزي القديم» شائعًا أيضًا في الولايات المتحدة، حيث أصبح معروفًا (بشكل غير دقيق) بأسلوب الملكة آن. لا يزال الخلط بين المباني التي تم تشييدها في عهد الملكة آن وأسلوب «الملكة آن» قائمًا، خاصة في إنجلترا.
تتعاطف الهندسة المعمارية للملكة البريطانية الفيكتورية آن بشكل وثيق مع حركة الفنون والحرف اليدوية أكثر من نظيرتها الأمريكية. وخير مثال على ذلك مستشفى سيفيرالز في كولشيستر، إسيكس (1913-1997)، الذي لم يعد له وجود الآن.
كانت السوابق التاريخية للطراز المعماري واسعة ومتعددة:
- أعمال الطوب الجميلة، غالبًا ما تكون أكثر دفئًا ونعومة من تلك المستخدمة في الفيكتوريين بشكل مميز، وتتنوع مع ألواح التراكوتا، أو الطوابق العلوية المعلقة بالبلاط، مع أعمال خشبية بيضاء مطلية بشكل هش، أو تفاصيل من الحجر الجيري الأشقر
- نوافذ أوريل، غالبًا ما تكون مكدسة فوق بعضها البعض
- أبراج الزاوية
- الجبهات غير المتكافئة والحشود الخلابة
- الفلمنكية طريقة معينة لوحات الغارقة من الشريط
- مداخل مظللة بشدة
- شرفات واسعة
- بشكل عام، أسلوب عصر النهضة المستأنس

في القرن العشرين، استخدم إدوين لوتينز وآخرون نسخة أنيقة من الأسلوب، وعادة ما تكون بجدران من الطوب الأحمر تتناقض مع تفاصيل الحجر الباهت.

## إحياء ملكة العالم الجديد آن

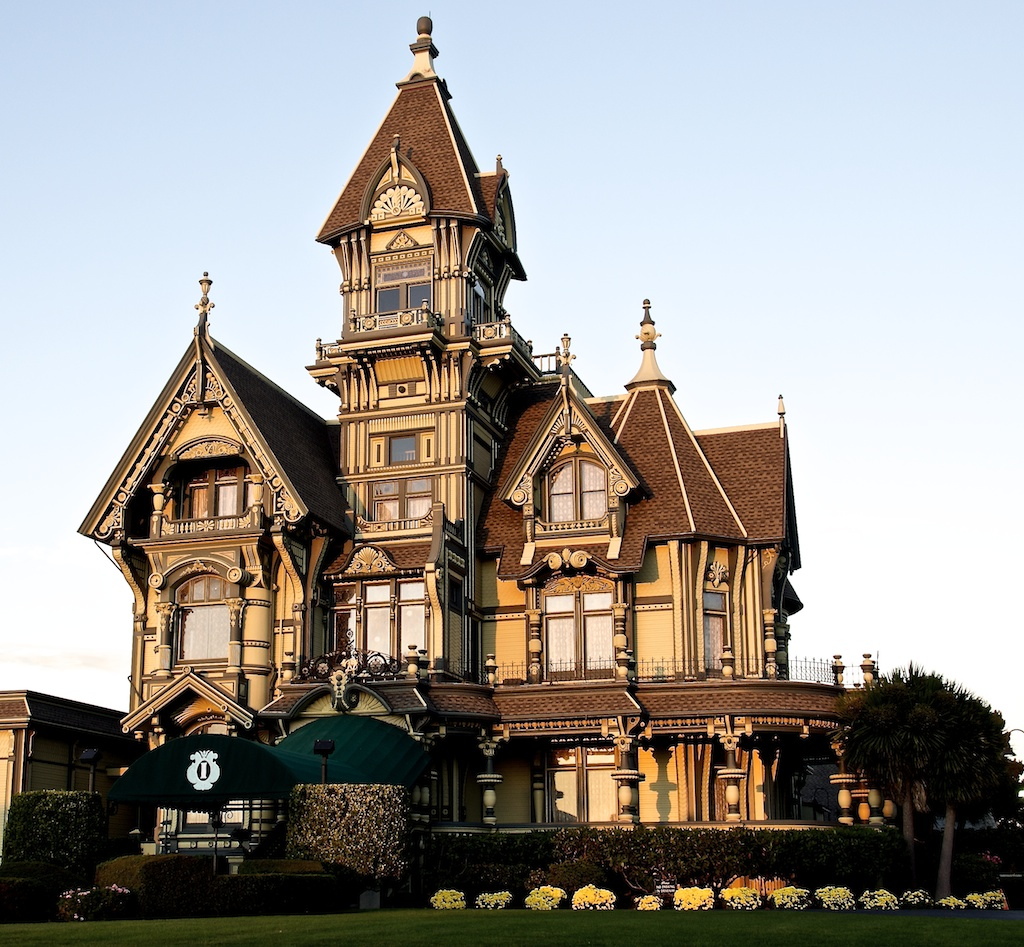
يعتبر قصر كارسون الواقع في يوريكا بكاليفورنيا على نطاق واسع أحد أكثر الأمثلة تطرفاً على أسلوب الملكة آن الأمريكية.

### الولايات المتحدة الأمريكية

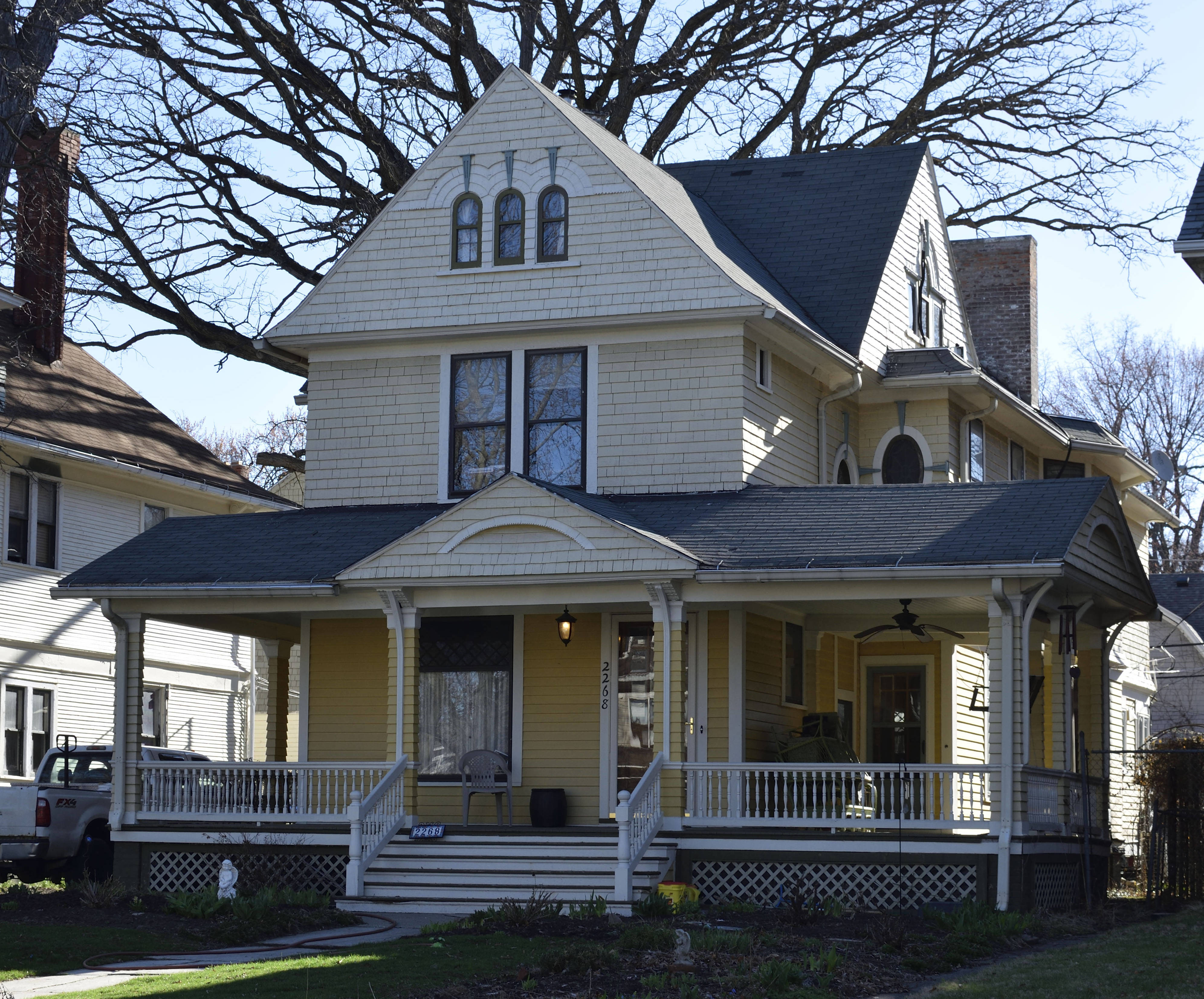
منزل في منطقة منطقة أولد ويست إند (توليدو، أوهايو)، وهي منطقة بها العديد من الأمثلة البسيطة

في الولايات المتحدة، تُستخدم كلمة «الملكة آن» لوصف مجموعة واسعة من المباني الخلابة بتفاصيل "عصر النهضة الحر" (عمارة إحياء غير قوطية) وكبديل لكل من الإمبراطورية الثانية المشتقة من فرنسا والأقل «المحلية». يتم تطبيق الهندسة المعمارية للفنون الجميلة على نطاق واسع في الهندسة المعمارية والأثاث والفنون الزخرفية في الفترة من 1880 إلى 1910 ؛ استمرت بعض العناصر المعمارية لـ «الملكة آن»، مثل الشرفة الأمامية الملتفة، في العشرينيات من القرن الماضي.
وصل النمط الجملوني والمُحجَّر محليًا إلى مدينة نيويورك مع السكن الجديد لمنزل نيويورك ومدرسة الصناعة سيدني في ستراتون، مهندس معماري، 1878). قد تتضمن السمات المميزة لعمارة الملكة آن الأمريكية واجهة غير متكافئة؛ الجملون الأمامي السائد، غالبًا ما يكون ناتئًا خارج مستوى الجدار أدناه؛ طنف المتدلي برج (أبراج) دائرية أو مربعة أو متعددة الأضلاع؛ الجملونات المشكلة والهولندية. الشرفة التي تغطي جزءًا من الواجهة الأمامية أو كلها، بما في ذلك منطقة المدخل الرئيسي؛ شرفة أو شرفات من الطابق الثاني؛ بقوس الشرفات. أنسجة الجدران المختلفة، مثل الألواح الخشبية المزخرفة على شكل تصميمات مختلفة، بما في ذلك تشبه قشور الأسماك، أو بلاط التراكوتا، أو ألواح الإغاثة، أو الألواح الخشبية فوق أعمال الطوب، وما إلى ذلك؛ أسنان. أعمدة كلاسيكية عمل المغزل نوافذ أورييل والخليج؛ شرائط أفقية من النوافذ المحتوية على الرصاص؛ مداخن ضخمة الدرابزينات المطلية والسقوف الخشبية أو الأردواز. غالبًا ما تحتوي الحدائق الأمامية على أسوار خشبية.

### أستراليا

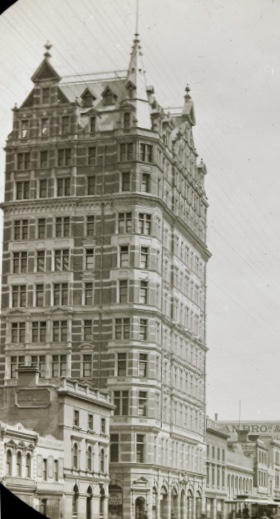
مبنى APA في ملبورن، حوالي عام 1900. كان أطول مبنى في أستراليا منذ اكتماله في عام 1889 حتى عام 1912 وتم هدمه في عام 1980.

في أستراليا، ساهم تأثير ريتشارد نورمان شو  في تطوير أسلوب الاتحاد، والذي استمر أوج ازدهاره من عام 1890 إلى عام 1915، والذي تم تقسيمه إلى اثني عشر مرحلة، وكان اتحاد الملكة آن واحدًا والأكثر شهرة في مجال المنازل. بني بين عامي 1890 و1910. غالبًا ما استخدم النمط الأعمال الخشبية على طراز تيودور والزخرفة المتقنة التي حلت محل الذوق الفيكتوري للحديد المطاوع. كانت الشرفات عادةً ميزة، مثلها مثل صورة الشمس المشرقة والحياة البرية الأسترالية؛ بالإضافة إلى النوافذ الدائرية والأبراج والأبراج ذات الأسقف المخروطية أو الهرمية.

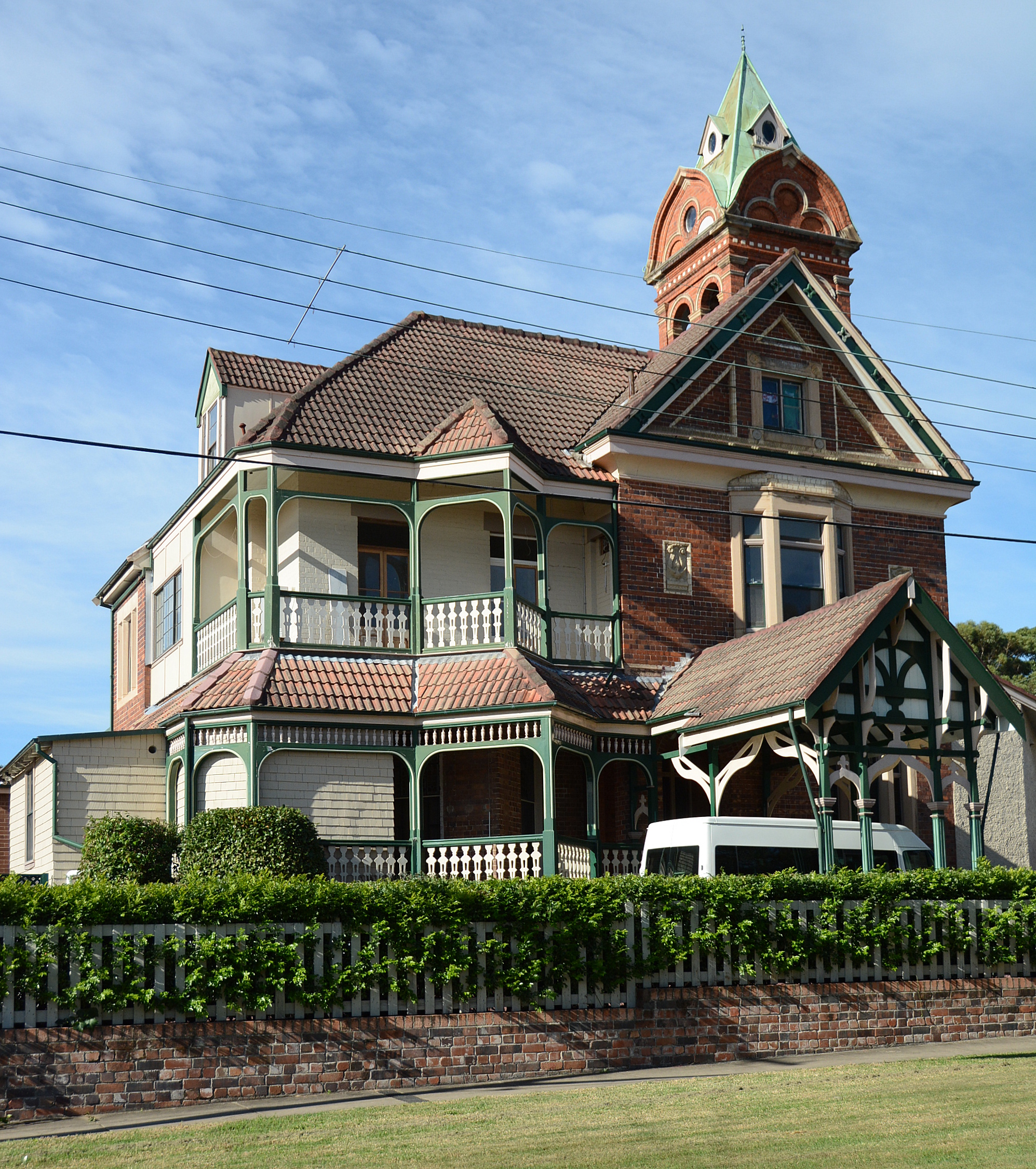
امبسبراي منزل على طراز كوين آن في ضاحية آشفيلد في سيدني

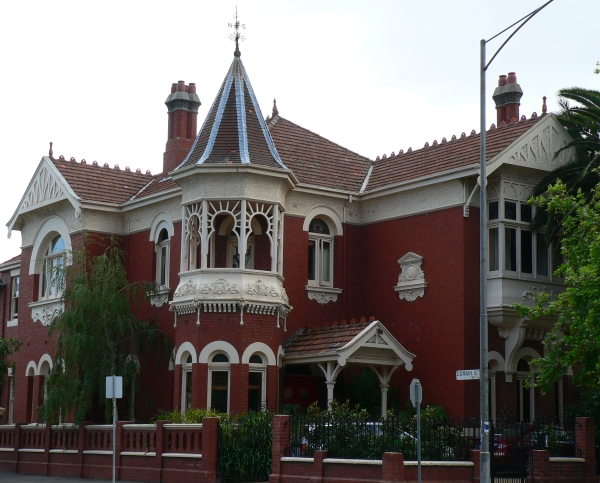
قصر الملكة آن يقع في جنوب يارا ، فيكتوريا.

كان أول منزل للملكة آن في أستراليا هو كيرليون، في ضاحية بلفيو هيل، نيو ساوث ويلز. تم تصميم كيراليون في البداية من قبل مهندس معماري في سيدني، هاري كنت، ولكن تم إعادة صياغته بشكل كبير في لندن بواسطة موريس آدامز. أدى ذلك إلى بعض الجدل حول من يستحق الثناء. تم بناء المنزل في عام 1885 وكان بمثابة مقدمة لمنزل اتحاد الملكة آن الذي كان من المقرر أن يحظى بشعبية كبيرة. كان مبنى APA في وسط مدينة ملبورن مثالًا على أسلوب الملكة آن المستخدم لأغراض غير سكنية، على الرغم من أن المبنى قد يكون في مرحلة ما عبارة عن شقق. تم هدمه في عام 1981 بعد اندلاع طفرة الحداثة في ملبورن - العوامل التي حسمت هدمها تضمنت التطور الجشع والمواقف التراثية المتراخية في المدن الأسترالية، وقرار المالك بالمطالبة بتصريح الهدم الذي تم منحه.
تبع كارليون بعد فترة وجيزة ويست مالينغ، في ضاحية بينشورست ، نيو ساوث ويلز،  وأنسبيري، في ضاحية أشفيلد، نيو ساوث ويلز، وكلاهما بني حوالي عام 1888. هذه المنازل، على الرغم من بنائها في نفس الوقت تقريبًا، كانت لها أنماط مميزة، حيث أظهر ويست مولينج تأثير تيدور القوي الذي لم يكن موجودًا في أنيسبيري. سرعان ما أصبح الأسلوب شائعًا بشكل متزايد، وجاذبًا في الغالب للأشخاص الميسورين بشكل معقول مع ميول «المؤسسة».
كان النمط الذي تم تطويره في أستراليا انتقائيًا للغاية، حيث مزج عناصر الملكة آن مع التأثيرات الأسترالية المختلفة. تم دمج الخصائص الإنجليزية القديمة مثل المداخن المضلعة والأسقف ذات الجملون مع الجوانب الأسترالية مثل الشرفات الأرضية المطوقة، والمصممة لإبعاد الشمس. أحد الأمثلة البارزة على هذا النهج الانتقائي هو يوربري بيت، في ضاحية أديلايد في يوربرا، جنوب أستراليا، وهي جزء من معهد وييت. كان هناك اختلاف آخر مع اتصالات بأسلوب الملكة آن الفيدرالي، وهو بنغل الاتحاد، الذي يضم شرفات أرضية ممتدة. يتضمن هذا النمط بشكل عام عناصر مألوفة من الملكة آن، ولكن عادةً في شكل مبسط.
بعض الأمثلة البارزة هي: 
- غرب مالينغ، زاوية شارع بنشورست وشارع بينشرست، نيو ساوث ويلز
- منازل، طريق أبيان، بيروود، سيدني
- منازل، هابرفيلد، نيو ساوث ويلز
- كيرليون ، بلفيو هيل، بلفيو هيل، نيو ساوث ويلز، سيدني (بيعت مقابل 22 مليون دولار في يناير 2008) [16] [17]
- أنسبري، 78 شارع ألت، آشفيلد سيدني [18]
- ويلد كلوب، شارع باراك، بيرث
- بنك مجموعة أستراليا ونيوزيلندا المصرفية المحدودة

بَنْك في أستراليا، كوينز باريد، فيتزروي نورث، ملبورن
- كلية كامبيون، ستودلي بارك رود، كيو، ملبورن [19]
- ريدكورت العقارية، أرمادال، ملبورن
- تاي كريجان، الزعرور، ملبورن [20]

## صالة عرض

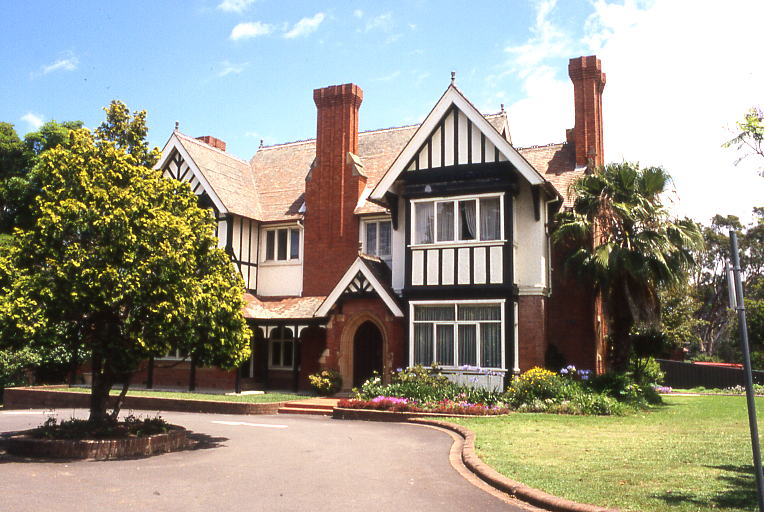
ويست مالينغ، بينشرست نيو ساوث ويلز
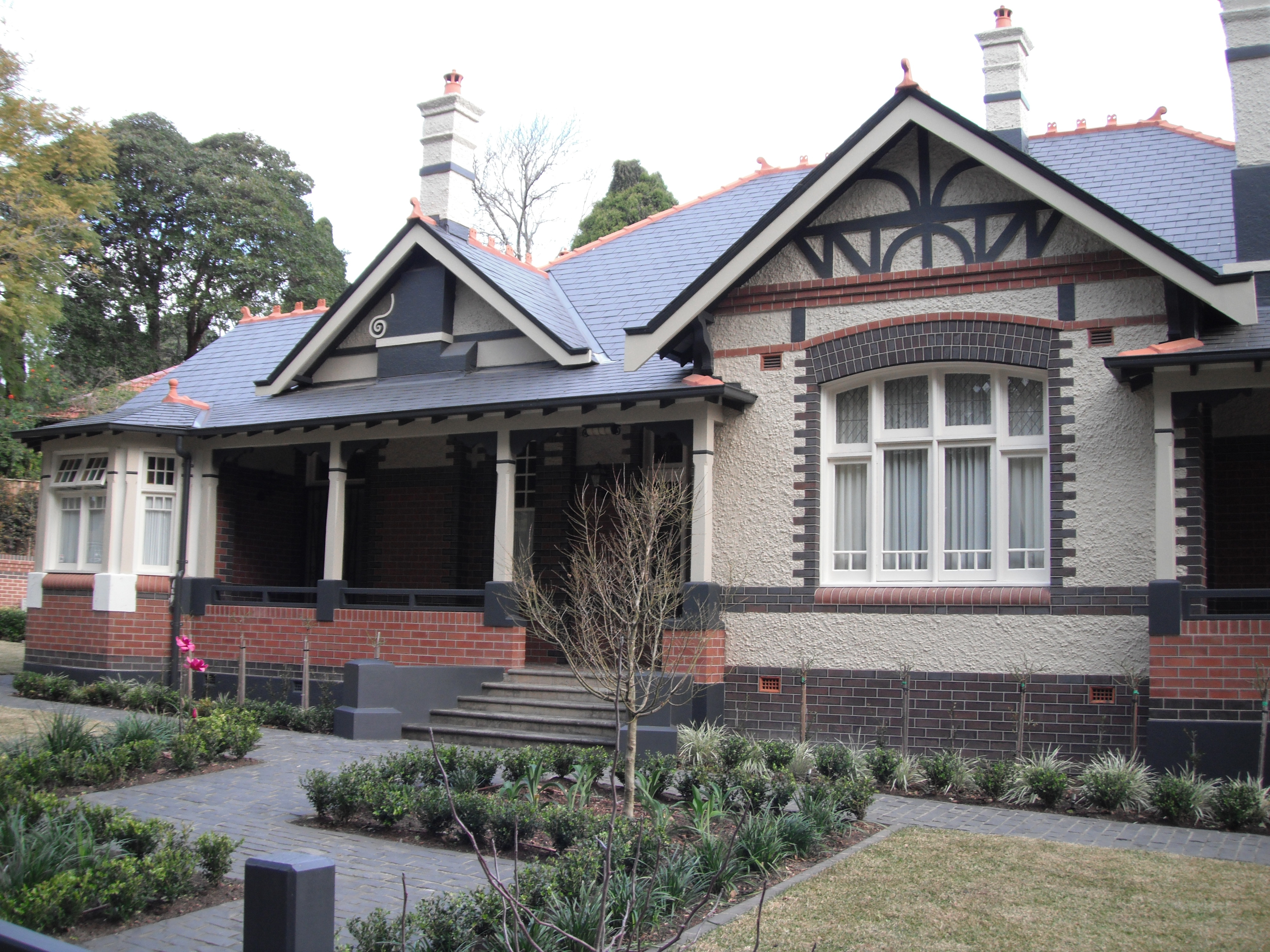
أمالفي، واي بيروود نيو ساوث ويلز
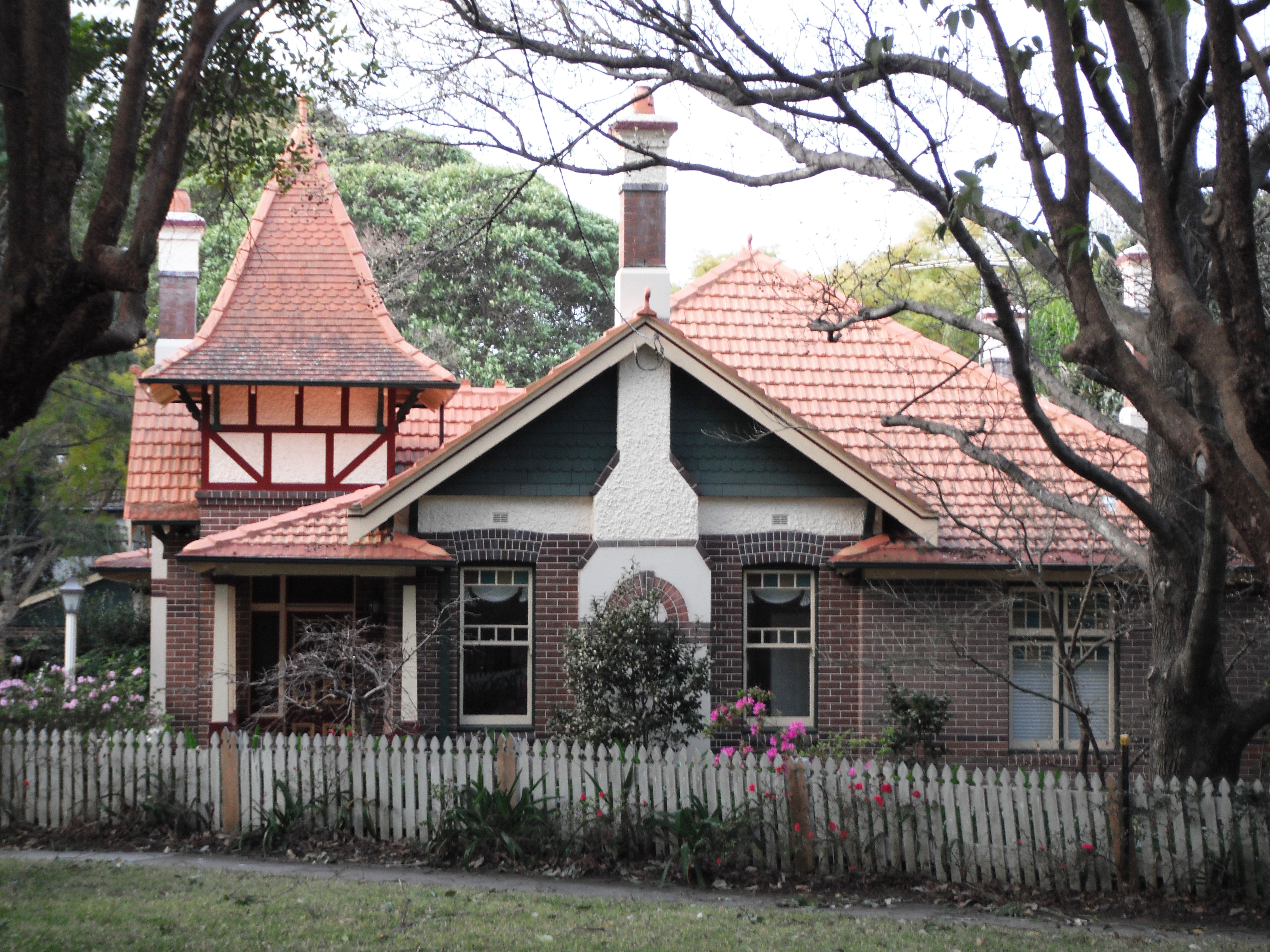
أبيان واي بيروود نيو ساوث ويلز
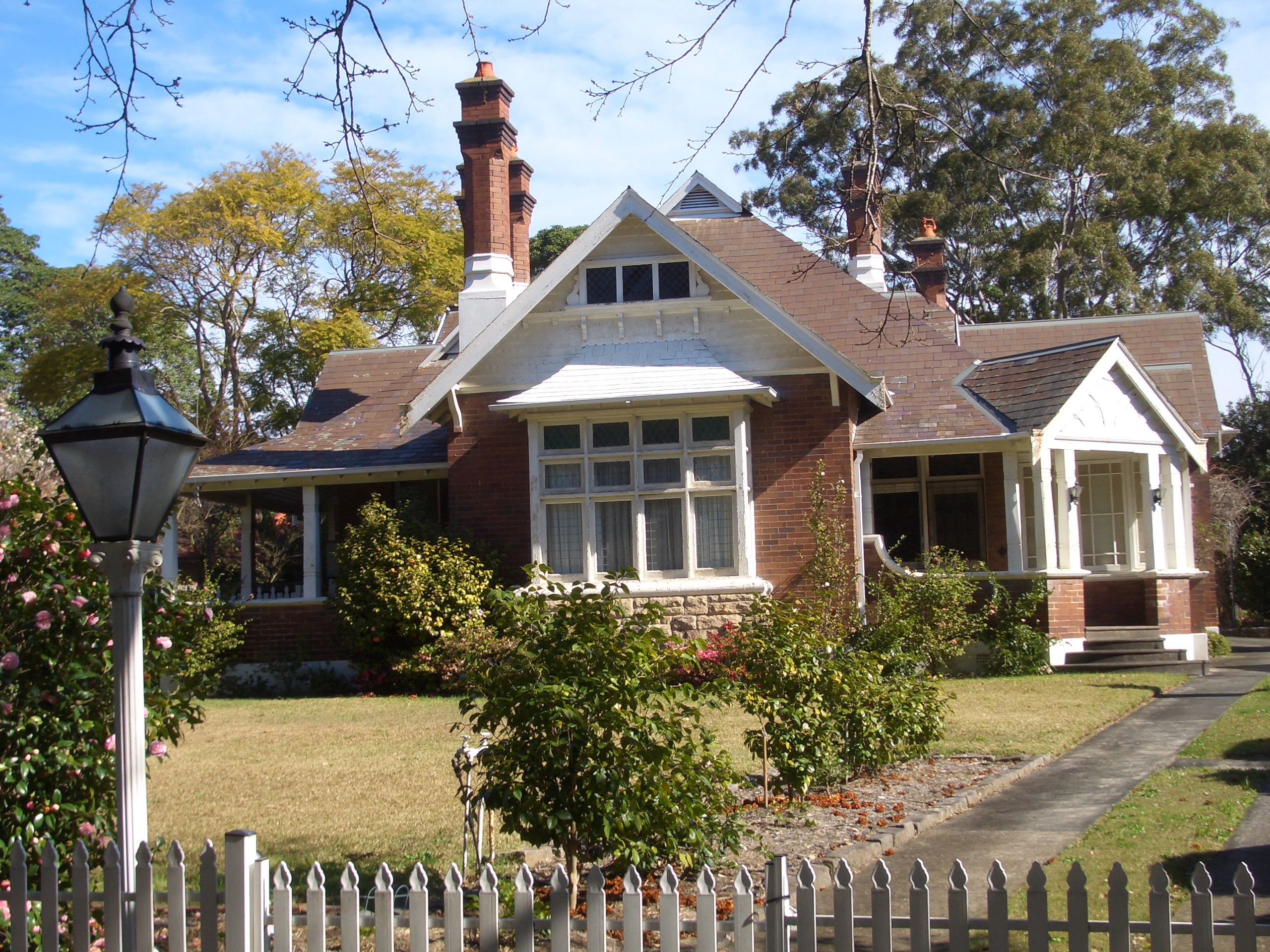
طريقة بيروود أبيان
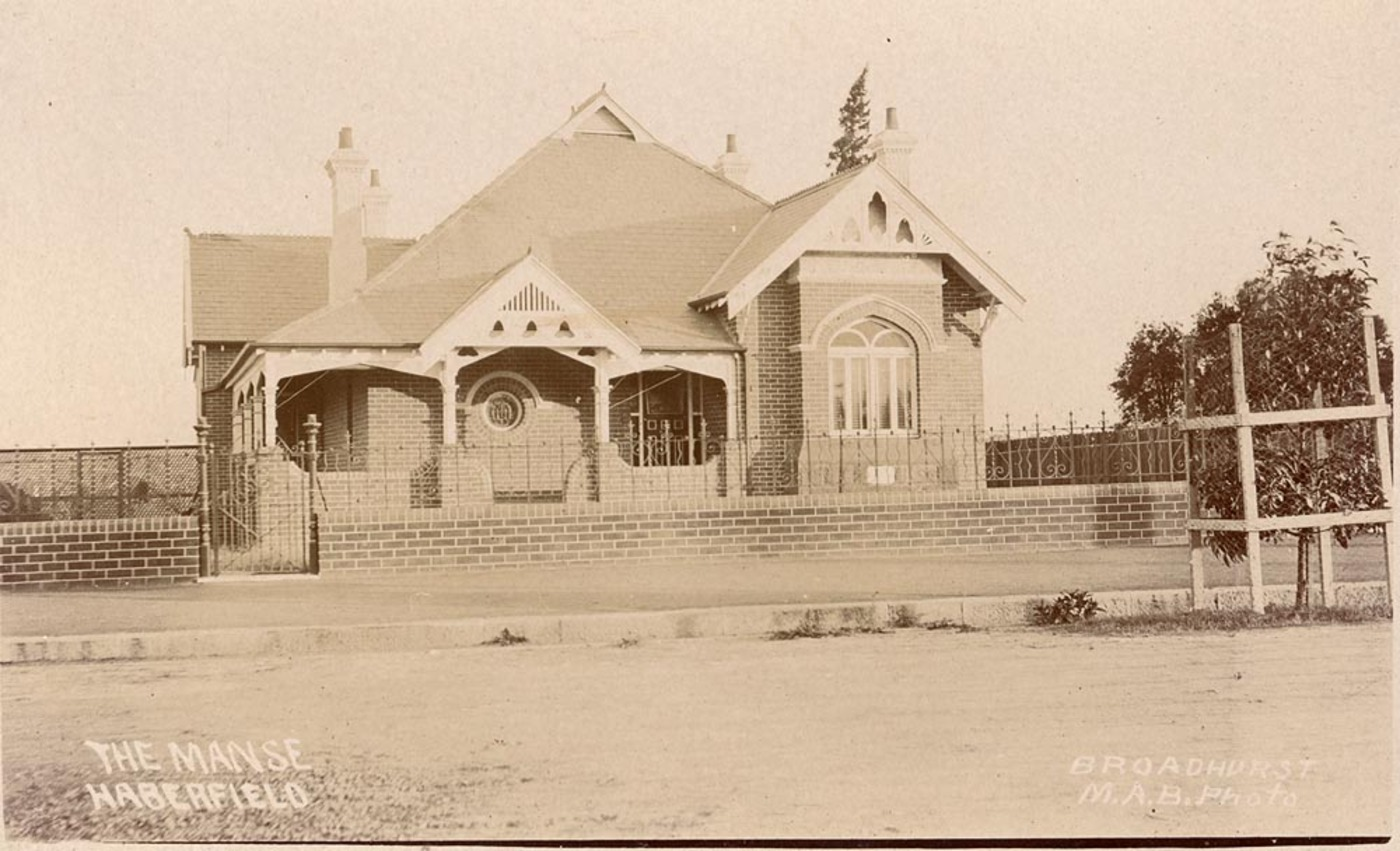
مانسي هابرفيلد
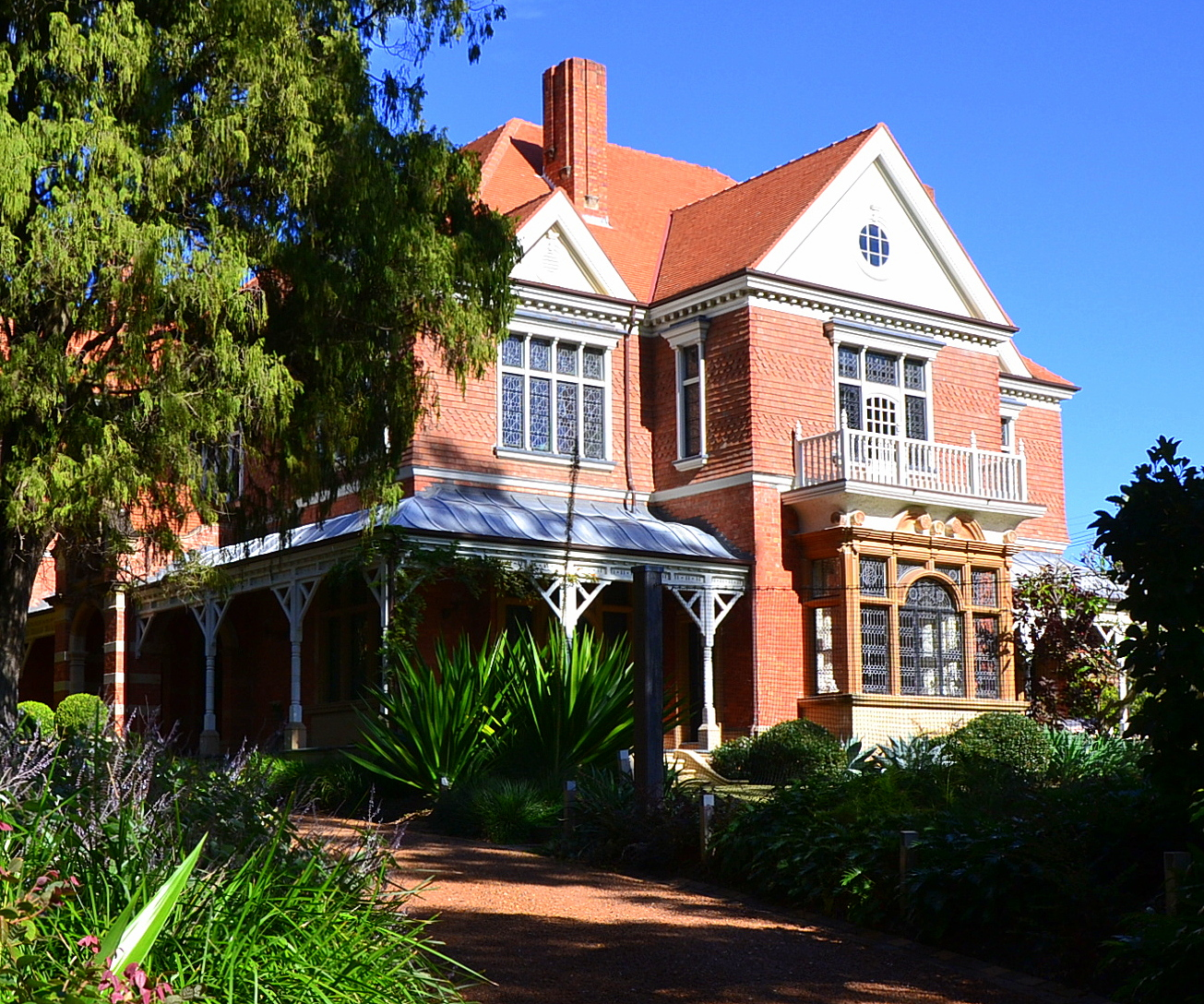
كيرليون، بلفيو هيل، سيدني NSW
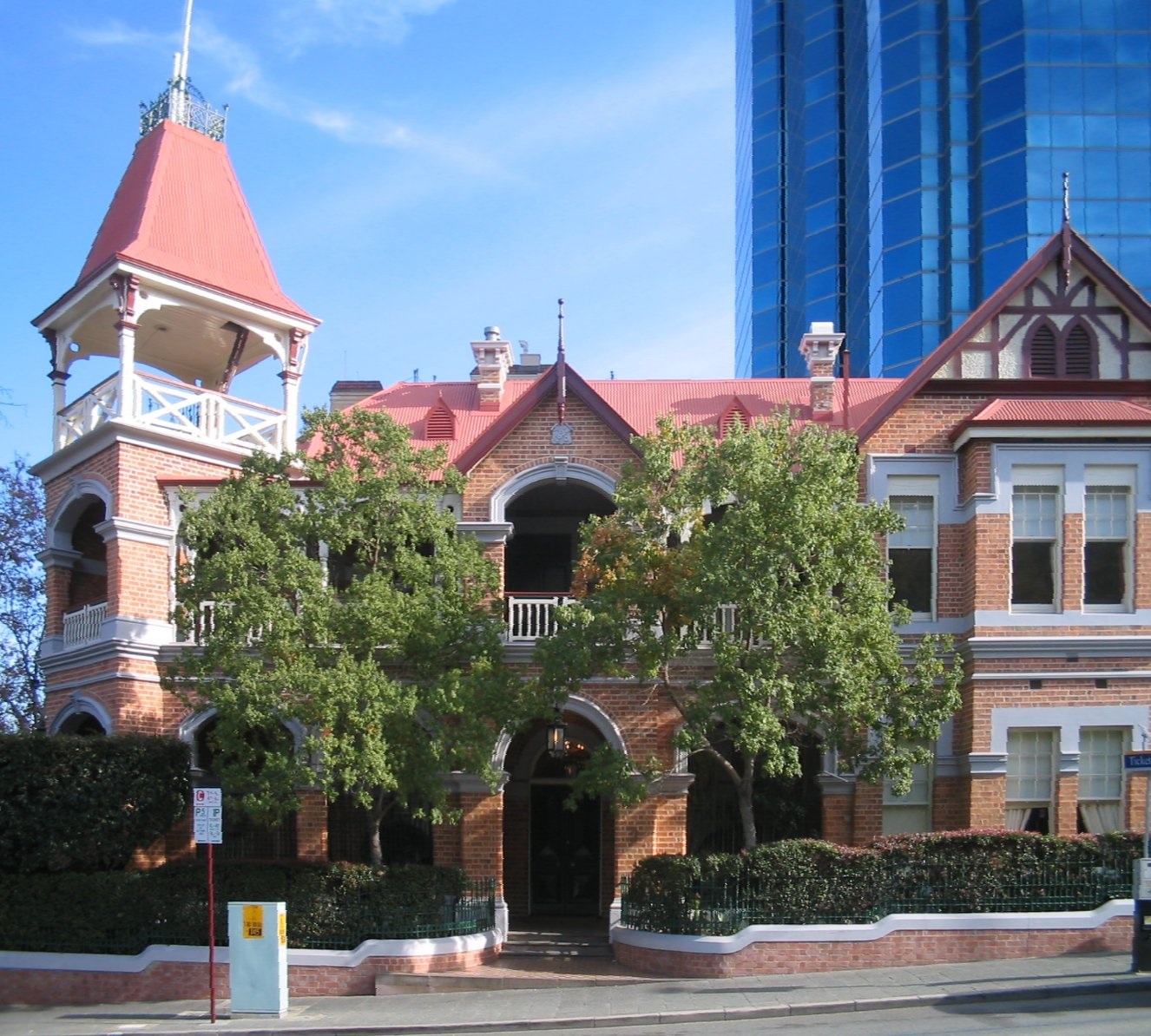
ويلد كلوب، بيرث واشنطن
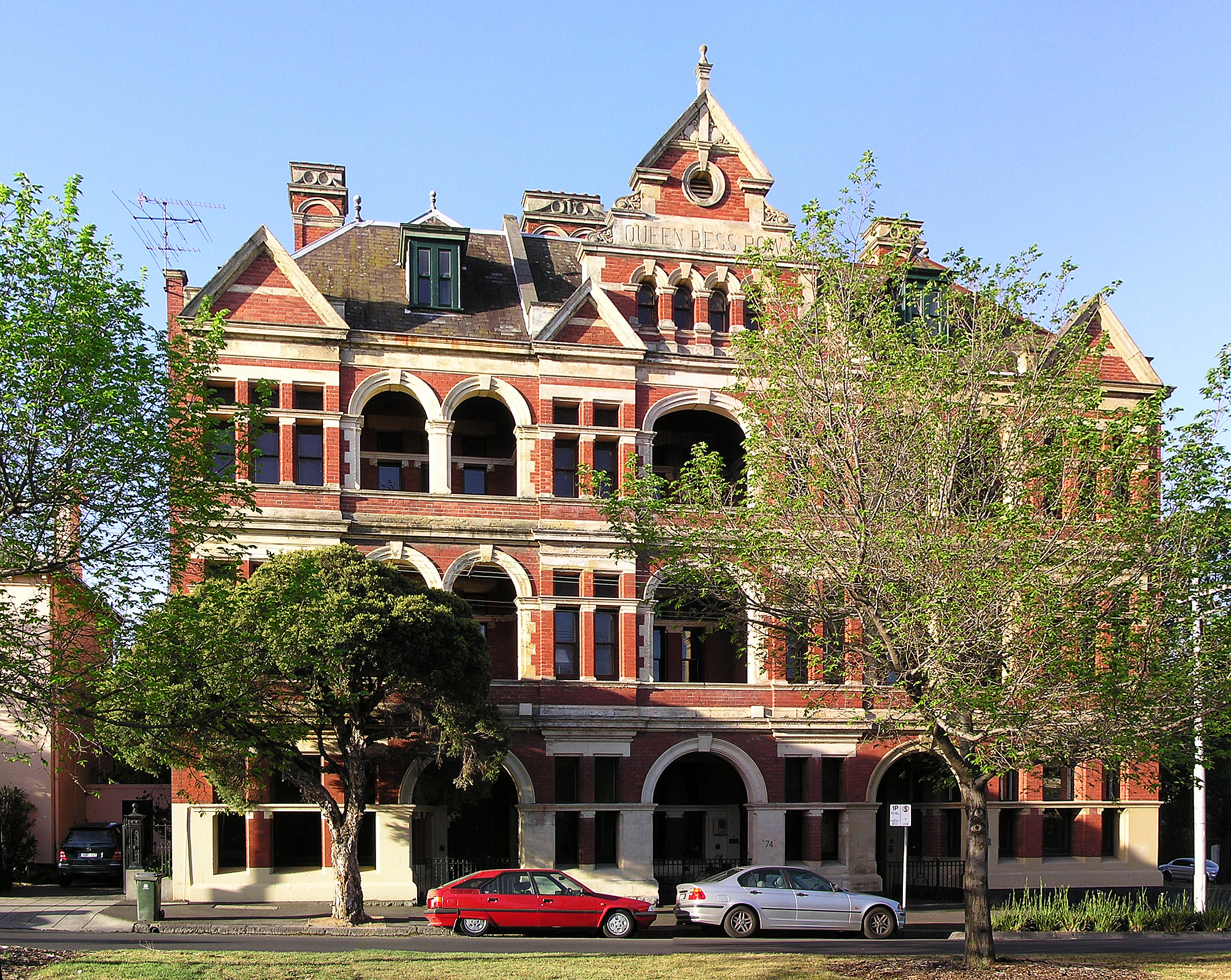
كوين بيس رو في شرق ملبورن  [لغات أخرى]‏
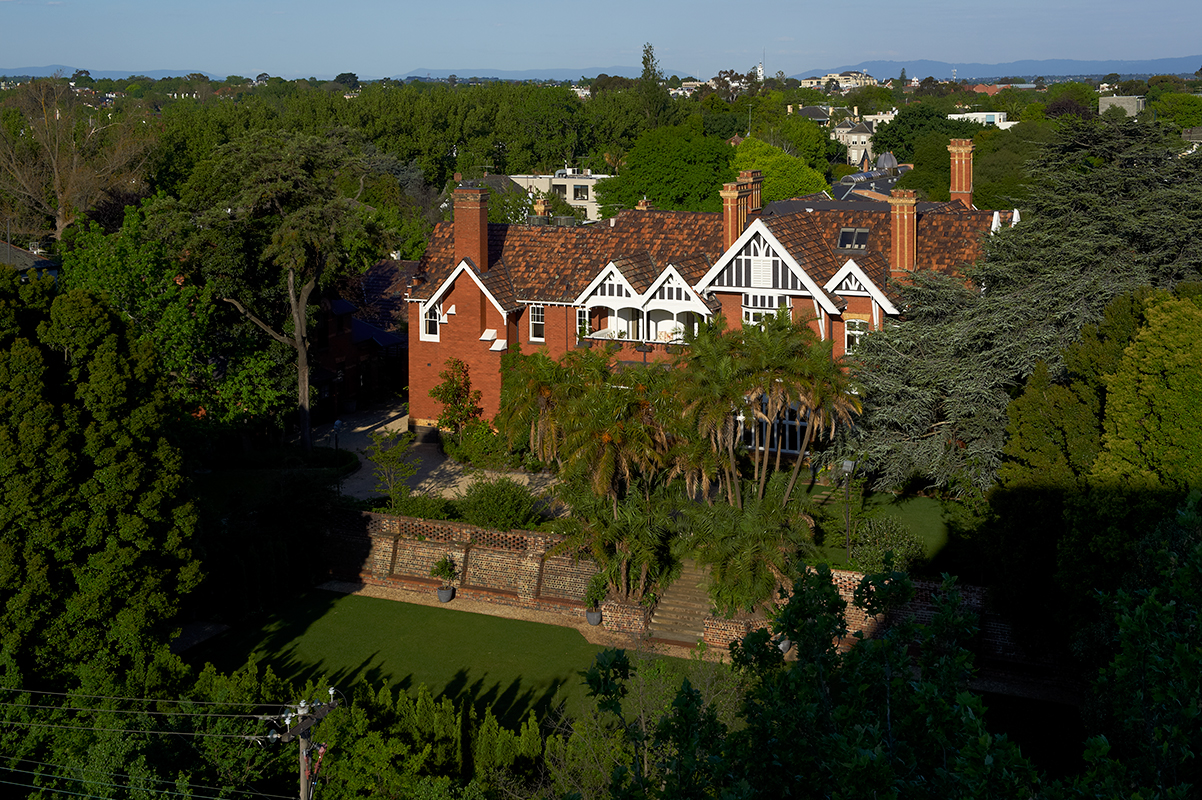
ريدكورت، أرمادال، فيكتوريا، أستراليا
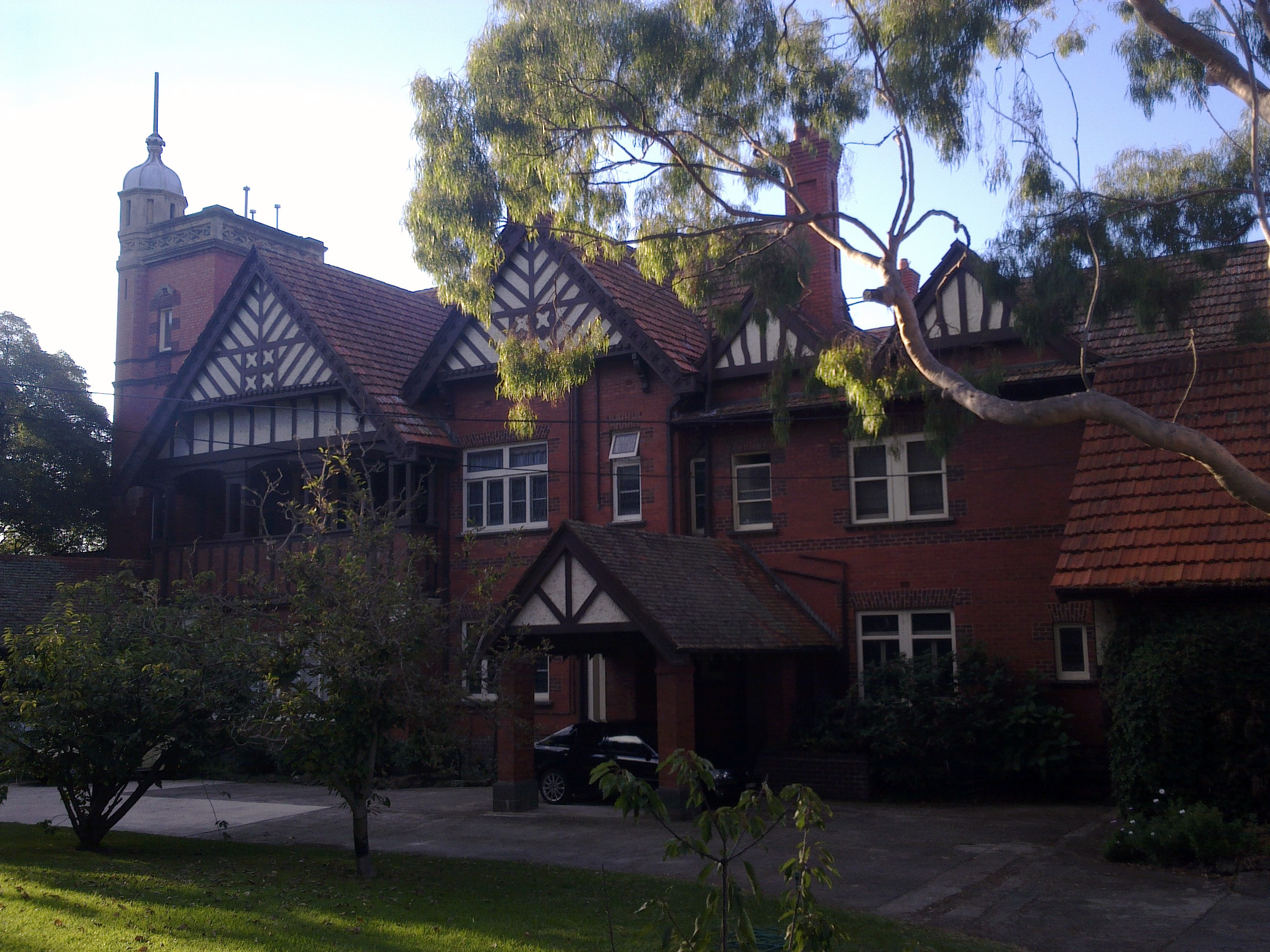
قصر إدزيل، توراك فيكتوريا

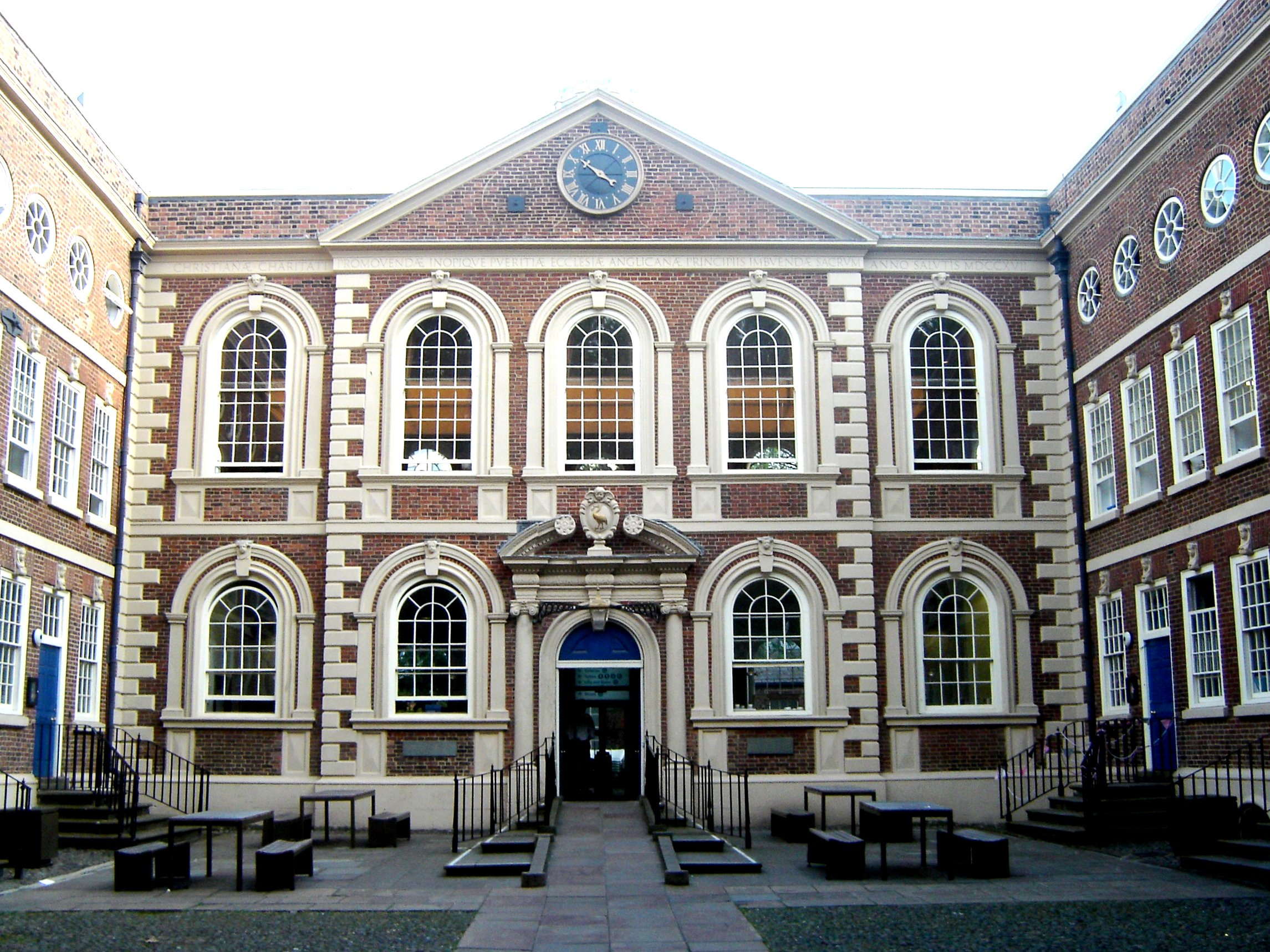
الطراز في المملكة المتحدة
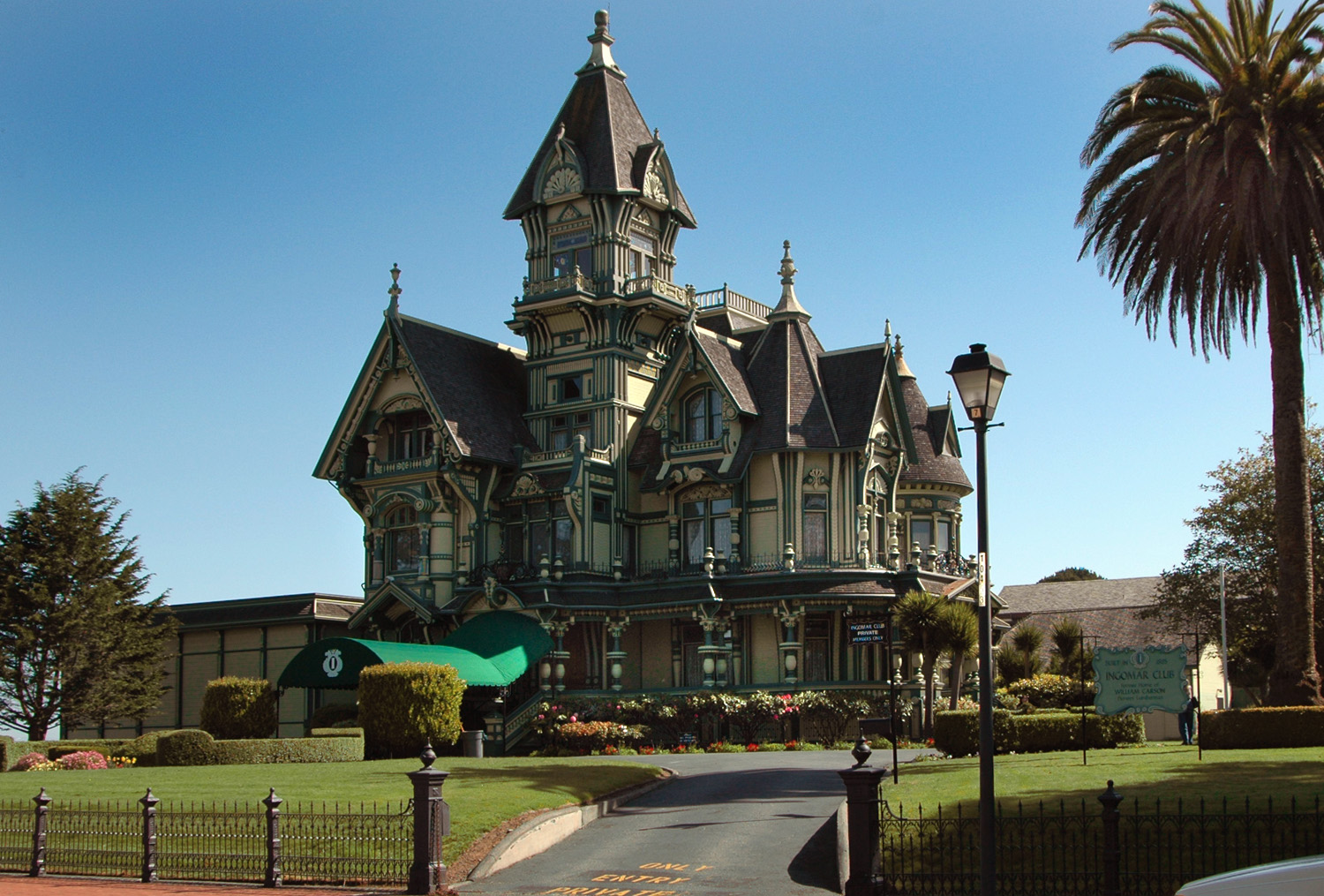
الطراز في الولايات المتحدة
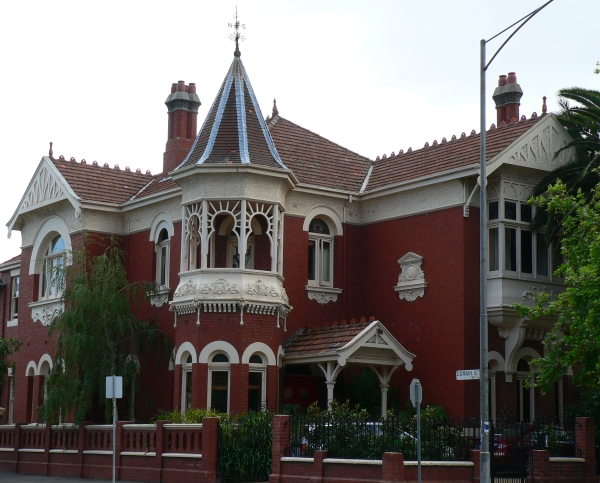
الطراز في أستراليا

## وصلات خارجية
- الصور الفوتوغرافية - ملكة أسلوب Anne، البيوت، إلى داخل، Hamilton، Ontario
- [اتحاد الملكة آن ستايل
- الملكة القوطية آن ستايل

- جيروارد ، مارك، الحلاوة والنور: حركة الملكة آن، 1860-1900 ، مطبعة جامعة ييل، 1984. المسح الأولي للحركة.
- ماكويد، بيرسي، عمر الجوز ، 1904.
- نمط الألواح الخشبية ونمط العصا: النظرية المعمارية والتصميم من داونينج إلى أصول رايت ، طبعة منقحة، مطبعة جامعة ييل، 1971.
- ريفكيند، كارول. دليل ميداني للعمارة الأمريكية . كتب بينجوين، نيويورك، 1980.
- ويفين ، ماركوس. العمارة الأمريكية منذ عام 1780 . مطبعة معهد ماساتشوستس للتكنولوجيا، كامبريدج، ماساتشوستس، 1999.